# Titus Calestrius Tiro Iulius Maternus
Titus Calestrius Tiro Iulius Maternus war ein im 2. Jahrhundert n. Chr. lebender Angehöriger des römischen Senatorenstandes.
Durch eine Inschrift in griechischer Sprache ist belegt, dass Tiro Statthalter (Proconsul) in der Provinz Lycia et Pamphylia war; er übte das Amt vermutlich zwischen 135 und 138 aus.
Tiro war in der Tribus Pollia eingeschrieben. Sein Vater war Titus Calestrius Tiro Orbius Speratus.

## Datierung
Laut Werner Eck übte er sein Amt vermutlich von 136/137 bis 137/138 aus, laut Bernard Rémy entweder von 136/137 bis 137/138 oder von 135/136 bis 137/138.